# Acmaeodera crinita
Acmaeodera crinita é uma espécie de insetos coleópteros polífagos pertencente à família Buprestidae.
A autoridade científica da espécie é Spinola, tendo sido descrita no ano de 1838.
Trata-se de uma espécie presente no território português.